# Das Konzert (Vermeer)
Das Konzert (Het concert) ist ein 1665/1666 von Jan Vermeer gemaltes Ölgemälde. Das 72,5 Zentimeter hohe und 64,7 Zentimeter breite Bild zeigt zwei Frauen und einen Mann beim Musizieren. Das Bild ist Eigentum des Isabella Stewart Gardner Museum in Boston, wurde jedoch 1990 beim Kunstraub von Boston gestohlen. Der Verbleib des Gemäldes ist nicht bekannt.

## Beschreibung
Das Bild zeigt eine Gruppe von drei Musizierenden: Eine junge Frau sitzt am Kielflügel-Cembalo, vor diesem sitzt mit dem Rücken zum Betrachter ein Mann, der sie auf der Laute begleitet, und rechts neben ihm steht eine zweite Frau, die singt. Der aufgeklappte Deckel des Cembalos ist auf seiner Innenseite mit einem arkadischen Landschaftsmotiv bemalt. Das Thema der Musik wird von Vermeer noch weiter im Bild aufgegriffen mit den beiden Saiteninstrumenten, die auf und unter dem Tisch im linken Bildvordergrund platziert sind. Die Tiefe des Raumes mit den Personen im Bildhintergrund erzeugt eine besondere Distanz zum Betrachter des Bildes.
An der Wand im Hintergrund hängen zwei Gemälde: Rechts das mehrmals von Vermeer in seinen Gemälden zitierte Bild Bei der Kupplerin von Dirck van Baburen, links eine pastorale Landschaft. Mit der Musik, die in der niederländischen Malerei zur Zeit Vermeers häufig mit Liebe und Verführung in Verbindung gebracht wurde, spielt Baburens Bild auf eine sexuelle Komponente an.

## Provenienz
Der Verbleib des Bildes Das Konzert war lange Zeit unklar. Erst 1780 tauchte es wieder auf. 1892 erwarb Isabella Stewart Gardner das Gemälde auf einer Auktion in Paris und zeigte es in der Folge im 1903 eröffneten Isabella Stewart Gardner Museum. Beim Kunstraub von Boston in der Nacht zum 18. März 1990 stahlen zwei als Polizisten verkleidete Täter 13 Kunstwerke aus dem Museum, darunter auch Das Konzert von Vermeer. Bis heute ist das Bild nicht wieder aufgetaucht.